# عبدالله‌آباد (مهاباد)
عبدالله‌آباد روستایی از توابع بخش مرکزی در شهرستان مهاباد است که در استان آذربایجان غربی ایران قرار دارد.

## جمعیت
این روستا در دهستان مکریان شرقی واقع شده و براساس سرشماری سال ۱۳۸۵، جمعیت آن ۲۵۸ نفر (۳۹ خانوار) بوده‌است.